# رفايع الحميمة
مركز رفايع الحميمة هو مركزٌ سعوديٌ تابعٌ لمحافظة أبانات التابعة لمنطقة القصيم، في المملكة العربية السعودية. المركز من الفئة (ب)، ورمزه 1843 حسب دليل الترميز الموحد للمناطق الإدارية بالمملكة العربية السعودية.
أصبح المركز تابعاً لمحافظة أبانات وذلك في نوفمبر 2023م الموافق لشهر ربيع الآخر لعام 1445هـ؛ بعد أن كان تابعاً لمحافظة النبهانية.

## التاريخ
يقع مركز رفايع الحميمة جنوب غرب منطقة القصيم وهو تابع لمحافظة أبانات، وأول من نزله هم ذوي شعيل من بني عمرو وأنشأت على يد الشيخ علي بن بطي بن شعيل قبل أكثر من خمسون عام تقريباً ومن بعده ابنه الشيخ عناد بن علي واخوانه وأبناء عمومته والان رئيس المركز جازي بن علي بن شعيل. ويوجد بها بعض الآبار والنخيل ويحدها من الجنوب وادي الداث على بعد 3 كم ومن الغرب مركز الهمجة ومن الشرق مشرفة ومن الشمال جبل الدوسري على بعد 3 كم.

## السكان
يبلغ عدد سكان مركز رفايع الحميمة بحوالي 2.400 نسمة وسكانها هم ذوي شعيل من بني عمرو من حرب

## الموقع الجغرافي
تقع غرب منطقة القصيم على الطريق الرابط بين القصيم مكة المكرمة "طريق الحجاز"، وتبعد عن مدينة بريدة حوالي 145 كم .وتبعد عن محافظة النبهانية 45 كم .وعن مدينة الرس 60 كم . وعن الشبيكية 62 كم.

## المناخ
المناخ قاري صحراوي، حار جاف صيفًا بارد مُمطر شتاء، وتبلغ درجة الحرارة صيفًا 45°م، وفي الشتاء تصل 3- مادون الصفر ومتوسط سقوط المطر 145 ملم